# Банковский риск
Банковский риск — присущая банковской деятельности возможность (вероятность) понесения кредитной организацией потерь и (или) ухудшения ликвидности вследствие наступления неблагоприятных событий, связанных с внутренними факторами (сложность организационной структуры, уровень квалификации служащих, организационные изменения, текучесть кадров и т.д.) и (или) внешними факторами (изменение экономических условий деятельности кредитной организации, применяемые технологии и т.д.).

## Рыночный риск
Рыночный риск — риск возникновения у кредитной организации убытков вследствие неблагоприятного изменения рыночной стоимости финансовых инструментов торгового портфеля и производных финансовых инструментов кредитной организации, а также курсов иностранных валют и (или) драгоценных металлов.
Рыночный риск включает в себя фондовый риск, валютный и процентный риски.

### Фондовый риск
Фондовый риск — риск убытков вследствие неблагоприятного изменения рыночных цен на фондовые ценности (ценные бумаги, в том числе закрепляющие права на участие в управлении) торгового портфеля и производные финансовые инструменты под влиянием факторов, связанных как с эмитентом фондовых ценностей и производных финансовых инструментов, так и общими колебаниями рыночных цен на финансовые инструменты.

### Валютный риск
Валютный риск — риск убытков вследствие неблагоприятного изменения курсов иностранных валют и (или) драгоценных металлов по открытым кредитной организацией позициям в иностранных валютах и (или) драгоценных металлах.

### Процентный риск
Процентный риск — риск возникновения убытков вследствие неблагоприятного изменения процентных ставок по активам, пассивам и внебалансовым инструментам кредитной организации.
Основные источники процентного риска:
- несовпадение сроков погашения активов, пассивов и внебалансовых требований и обязательств по инструментам с фиксированной процентной ставкой;
- несовпадение сроков погашения активов, пассивов и внебалансовых требований и обязательств по инструментам с изменяющейся процентной ставкой (риск пересмотра процентной ставки);
- изменения конфигурации кривой доходности по длинным и коротким позициям по финансовым инструментам одного эмитента, создающие риск потерь в результате превышения потенциальных расходов над доходами при закрытии данных позиций (риск кривой доходности);
- для финансовых инструментов с фиксированной процентной ставкой при условии совпадения сроков их погашения - несовпадение степени изменения процентных ставок по привлекаемым и размещаемым кредитной организацией ресурсам; для финансовых инструментов с плавающей процентной ставкой при условии одинаковой частоты пересмотра плавающей процентной ставки - несовпадение степени изменения процентных ставок (базисный риск);
- широкое применение опционных сделок с традиционными процентными инструментами, чувствительными к изменению процентных ставок (облигациями, кредитами, ипотечными займами и ценными бумагами и пр.), порождающих риск возникновения убытков в результате отказа от исполнения обязательств одной из сторон сделки (опционный риск).

## Операционный риск
Операционный риск — риск возникновения убытков в результате несоразмерности (недостаточности) функциональных возможностей (характеристик) применяемых кредитной организацией информационных, технологических и других систем и (или) их отказов (нарушений функционирования), а также в результате воздействия внешних событий.

## Риск ликвидности
Риск ликвидности — риск возникновения убытков вследствие неспособности кредитной организации обеспечить исполнение своих обязательств в полном объеме. Риск ликвидности возникает в результате несбалансированности финансовых активов и финансовых обязательств кредитной организации (в том числе вследствие несвоевременного исполнения финансовых обязательств одним или несколькими контрагентами кредитной организации) и (или) возникновения непредвиденной необходимости немедленного и единовременного исполнения кредитной организацией своих финансовых обязательств.

## Страновой риск
Страновой риск — риск возникновения у кредитной организации убытков в результате неисполнения иностранными контрагентами (юридическими, физическими лицами) обязательств из-за экономических, политических, социальных изменений, а также вследствие того, что валюта денежного обязательства может быть недоступна контрагенту из-за особенностей национального законодательства (независимо от финансового положения самого контрагента).

## Правовой риск
Правовой риск — риск возникновения у кредитной организации убытков вследствие несоблюдения кредитной организацией требований нормативно-правовых актов и заключенных договоров; допускаемых правовых ошибок при осуществлении деятельности (неправильные юридические консультации или неверное составление документов, в том числе при рассмотрении спорных вопросов в судебных органах); несовершенства правовой системы (противоречивость законодательства, отсутствие правовых норм по регулированию отдельных вопросов, возникающих в процессе деятельности кредитной организации).

## Риск потери деловой репутации
Риск потери деловой репутации — риск возникновения у кредитной организации убытков в результате уменьшения числа клиентов (контрагентов) вследствие формирования в обществе негативного представления о финансовой устойчивости кредитной организации, качестве оказываемых ею услуг или характере деятельности в целом.

## Стратегический риск
Стратегический риск — риск возникновения у кредитной организации убытков в результате ошибок (недостатков), допущенных при принятии решений, определяющих стратегию деятельности и развития кредитной организации (стратегическое управление) и выражающихся в неучёте или недостаточном учёте возможных опасностей, которые могут угрожать деятельности кредитной организации, неправильном или недостаточно обоснованном определении перспективных направлений деятельности, в которых кредитная организация может достичь преимущества перед конкурентами, отсутствии или обеспечении в неполном объеме необходимых ресурсов (финансовых, материально-технических, людских) и организационных мер (управленческих решений), которые должны обеспечить достижение стратегических целей деятельности кредитной организации.